# Generalkapitanat Chile

Generalkapitanat Chile c. 1775

Das Generalkapitanat Chile bestand von 1609 bis 1818 und war Teil des spanischen Vizekönigreiches Peru. Die Hauptstadt war Santiago del Nuevo Extremo.

## Geographie
Die Ausdehnung des Generalkapitanats stimmt nicht mit der des heutigen Chile überein. Es umfasste die Gebiete von der Atacamawüste bis zum Río Bío Bío, die Insel Chiloé, die Stadt Valdivia und die Provinzen Tucumán und Cuyo. Die Gebiete südlich des Río Bío Bío und Patagoniens blieben aufgrund des Arauco-Krieges Siedlungsraum der dort lebenden Mapuche-Indianer.

## Geschichte
Am 12. Februar 1541 gründete Pedro de Valdivia die Stadt Santiago de Chile, damals noch Santiago del Nuevo Extremo. Es folgten die Städte Concepción 1550, La Imperial 1551, Villarrica und Valdivia 1552. Dann begann man mit dem Bau von Festungen in den Orten Arauco, Purén und Tucapel, sowie der Stadt Santiago del Estero in Tucumán.
Nach dem Tod von Pedro de Valdivia in Tucapel wurden eine Reihe weiterer Städte gegründet, z. B. La Serena, Mendoza, San Luis, San Juan, Cañete, Castro und Osorno.
Viele Festungen fielen aber den Mapucheangriffen im Arauco-Krieg zum Opfer. Die Gebiete südlich des Río Bío Bío waren ab 1602 durch den Arauco-Krieg bis auf wenige Ausnahmen (z. B. die Insel Chiloé) ausschließlich von Indianern besiedelt.
1609 wurde das Generalkapitanat Chile gegründet, das dem Vizekönigreich Peru unterstellt blieb. Durch einen königlichen Erlass vom 15. März 1797 wurde Chile zu einem eigenständigen Generalkapitanat und unterstand somit nicht länger der Oberaufsicht des Vizekönigs in Lima.
1810 löste die erste Militärjunta das Generalkapitanat Chile kurzfristig auf. Allerdings verloren die Unabhängigkeitskämpfer um Bernardo O’Higgins die Schlacht von Rancagua am 1. Oktober bis 2. Oktober 1814. In der Zeit der Reconquista von 1814 bis 1818 existierte somit das Generalkapitanat Chile wieder.